# Regimentul 25 Infanterie Smolensk

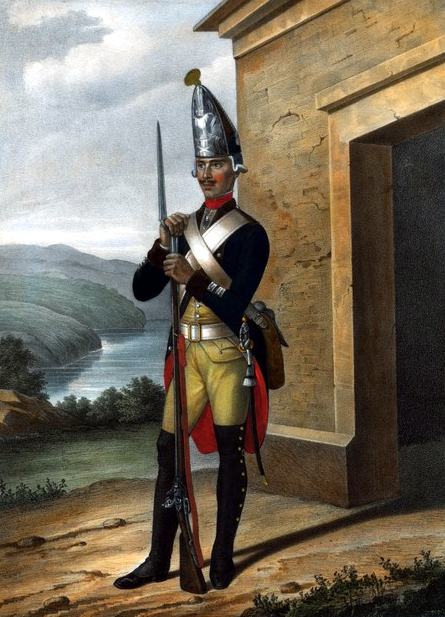
Regimentul de mușchetar de graniță din Smolensk. 1797-1801 gg.

Regimentul 25 de infanterie Smolensk este o unitate militară de infanterie a Armatei Imperiale Ruse . 
- Vechime - 25 iunie 1700

## Istoria regimentului
- 25 iunie 1700 - Format la Moscova.
- 1700-1721 - Participa la Marele Război al Nordului .
- 1700 - Participa la bătălia de la Narva .
- 1703-1705 - A participat la campaniile a 3-a și a 4-a suedeză.
- 1704 - A participat la capturarea Narvei.
- 1706 - Transferat în regiunea Volga . A participat la reprimarea revoltei Astrakhan, a efectuat serviciul de garnizoană în Voronez .
- 1708 - Regimentul este învins de un detașament de rebeli conduși de Nikita Gologo.
- 1708 - devine regimentul de soldați Smolensk.
- 27 iulie 1709 - Participa la bătălia de la Poltava .
- 1710 -  Garnizoana se mută la Riga .
- 1713-1718 - A acționat în Pomerania .
- 16 februarie 1727 - Regimentul 4 Moscova.
- 13 noiembrie 1727 - Regimentul de infanterie Smolensk.
- 1756-1763 - Participa la războiul de șapte ani .
- 1758 - Participa la luptele de la Koenigsberg, Küstrin și Zorndorf .
- 5 iulie 1762 - Regimentul de infanterie Smolensk.
- 1768-1774 - A participat la războiul ruso-turc, la luptele de la Zhurzh, Larg și Cahul, în asediul cetății Brăila.
- 1787-1791 - Participa la războiul ruso-turc, la luptele din, Focșani, Râmnic și Măcin . Primește distincție pentru bătălia de la Râmnic .
- 1799 - Participa la campaniile italiene și elvețiene, la luptele de la Po, Trebbia, Torino, Novi, Sfântul Gothard . În bătălia pentru Glarus, compania regimentului sub comanda locotenentului N. Ozerov a capturat steagul francez, pentru care regimentul a fost al treilea din istoria armatei ruse care a primit cel mai înalt premiu militar - bannerele Sf. Gheorghe cu inscripția: "Pentru capturarea de bannere franceze pe munții alpini în 1799".
- 31 martie 1801 - Regimentul Muschetari Smolensk.
- 24 octombrie 1805 - Ca parte a detașamentului lui Miloradovici s-a distins în luptă la Amstetten .
- 29 octombrie 1805 - S-a distins într-o luptă  lângă satul Stein.
- 20 noiembrie 1805 - Participa la bătălia de la Austerlitz .
- 1809-1810 - Participarea la războiul ruso-turc, la luptele de la cetățile Brâila, Bazardzhik și Shumly.
- 22 februarie 1811 - Regimentul de infanterie Smolensk.
- 1812 - Participa la Războiul Patriotic .

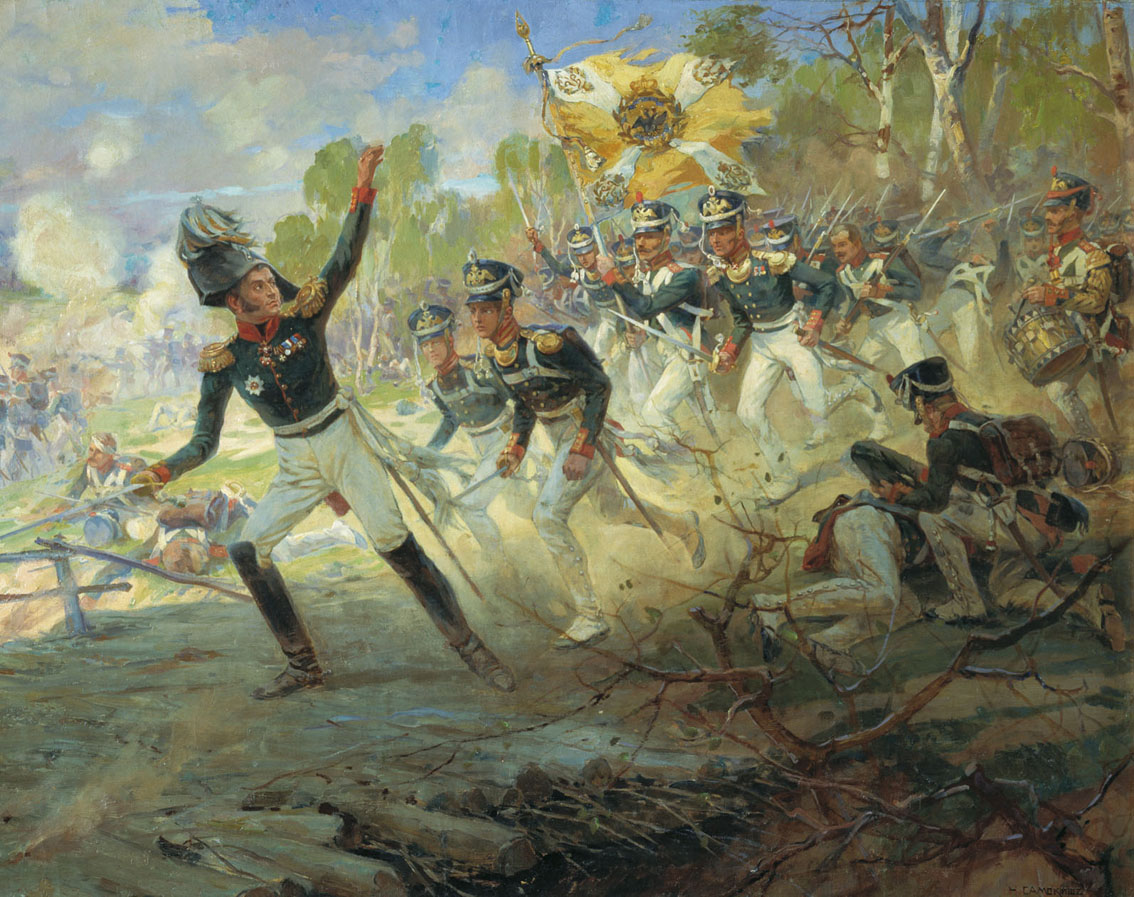
Luptă lângă Saltanovka

- 11 iulie 1812 - Participa la bătălia de la Saltanovka ca parte a corpului generalului N. N. Rajewski .

- 4-5 august 1812 - Participarea la apărarea lui Smolensk .
- 25 august 1812 - Participa la bătălia de la Borodino, unde a acoperit bateria lui Rayevsky.
- 12 octombrie 1812 - În bătălia de la Maloyaroslavets s-a distins printr-un asupra unei coloane de francezi.
- 1813-1814 - Participa la campaniile europene, se distinge la luptele de la Leipzig și la Creon.
- 1828-1829 - A participat la războiul ruso-turc, s-a distins în timpul asediului de la Varna .
- 23 martie - 27 septembrie 1831 - Participă la reprimarea răscoalei poloneze.
- 28 ianuarie 1833 - S-a adăugat Regimentul de infanterie Kursk, care a format batalioanele 3, 4 și 6 de rezervă ale regimentului.
- 1849 - regimentul a participat la campania maghiară
- 17 septembrie 1852 - Regimentul de infanterie Smolensk.
- 1853-1856 - Participa la Războiul Crimeei .
- 1855 - A participat la apărarea Sevastopolului de pe partea de nord a orașului.
- 4 august 1855 - Participa la bătălia de la râul Negru .
- 27 august 1855 - Participa la respingerea asaltului asupra forțelor anglo-franceze.
- 11 martie 1854 - S-a distins la trecerea Dunării . Pentru a doua oară i s-a acordat cel mai mare premiu - inscripția: „Pentru traversarea Dunării la 11 martie 1854”, s-a adăugat la bannerele Sf. Gheorghe.
- 11 martie 1854 - batalioanele 3 și 4 s-au distins în luptă când traversează Dunărea . Batalionul 4 a primit Bannerul Sf. Gheorghe.
- 5 (17) februarie 1863 - Participa la bătălia pentru Miechow, în timpul răscoalei poloneze.

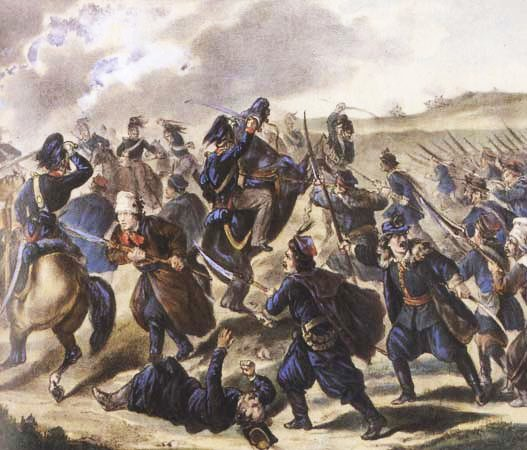
Bătălia dintre armata rusă și o detașare de rebeli polonezi

## Comandanții regimentului
- 1769 - brigadier (din 22.09.1768) Rimsky-Korsakov, Alexandru Vasilievici
- 1788 - brigadier (din 21.04.1785) prințul Dolgoruky Aleksey
- 1794 - brigadier  (din 02.09.1793) Vladychin, Ivan Kirillovici
- 1796 - colonelul Yelshin
- 1797-1798 - colonelul Selikhov
- 07.09.1798 - 02.16.1800 - locotenent-colonel (colonel din 10.3.1.1798 ) Kasagovsky, Grigory Dmitrievich
- 21/03/1800 - 27/04/1800 - locotenent-colonel Cheremesinov
- 27/04/1800 - 12/05/802 - colonelul Alekseev, Vasily Ivanovici
- 14/05/1803 - 25/12/1806 - locotenent colonel (colonel din 14 septembrie 1803) Baron von der Osten-Saken, Leonty Khristoforovich
- 04.24.1807 - 10.13.1809 - locotenent-colonel Vladychin, Dmitry Semenovich
- 01/01/1810 - 29/05/1812 - locotenent colonel (colonel din 30.08.1811) Ryleyev, Mikhail Nikolaevici
- 31/10/1812 - 24/01/1816 - major (din 28/04/1813 locotenent colonel, din 02/01/1816 colonel) Renenkampf, Astafy Astafievici
- 18/06/1816 - 02/09/1817 - colonelul Tiesenhausen, Vasily Karlovich
- 02/09/1817 - 24.10.1819 - colonelul Nikolay Vasilievici Arseniev 5
- 10.24.1819 - 03.19.1826 - colonelul Taptykov, Peter
- 19/03/1826 -? - colonelul Rall, Fedor Fedorovici
- sfârșitul anilor 1840 - începutul anilor 1850 - colonelul Ignatiev, Pyotr Stepanovici
- 1855 - 10.1855 - colonelul prinț Eristov, Nikolai Dmitrievici
- 1863 - colonelul Sukhonin, Mikhail Petrovich
- 03/02/1860 - 03/11/1863 - colonelul Chenger (Chengeri), Xavier (Onufry) Osipovich
- 03/11/1863 - 30/08/1866 - colonelul Shulman, Alexander Karlovich
- 02/04/1871 - 06/09/1871 - colonelul Levashev, Fedor Nikitovici
- 06/10/1871 - 12/08/1877 - colonelul Protsenko, Pyotr Petrovich
- 12/08/1877 - 01/07/1878 - colonelul Korolkov, Nikolai Ivanovici (numirea oficială, nu a preluat funcția)
- 01/07/1878 - 02/02/1888 - colonelul Galakhov, Gabriel Aristarkhovici
- 16/11/1888 - 28/12/1891 - colonelul Nosovich, Leonid Lvovici
- 01/08/1892 - 14/10/1893 - colonelul Schenebeer, Alexander Karlovich
- 22/11/1893 - 14/01/1898 - colonelul Kokin, Leonid Andreevich
- 02/04/1898 - 03/06/1900 - colonelul Bulychev, Ivan Lvovici
- 14/04/1900 - 27/11/1904 - colonelul Esimantovsky, Vasily Fedorovici
- 26/01/1905 - 10/05/1908 - colonelul Servianov, Vladimir Pavlovici
- 23/05/1908 - 06/03/1910 - colonelul , Anton Petrovich
- 06/03/1910 - 12/06/1912 - colonelul Ratko, Vasily Alexandrovich
- 12/06/1912 - 28/05/1915 - colonelul Dmitrevski, Peter Ivanovici
- 06/05/1915 - 17/03/1917 - colonelul Sokira-Yakhontov, Victor Nikolaevici
- 05/07/1917 - 08/11/1917 - colonelul A. AP Krivoshein
- 08/11/1917 - colonelul Kochkin, Boris Petrovich

## Oameni faimoși care au servit în regiment
- Kutuzov, Mikhail Illarionovici